# Johannes Gerardus Maria van Burgsteden
Johannes Garardus Maria van Burgsteden , né le 8 décembre 1935 aux Pays-Bas, est un évêque catholique néerlandais du XXIe siècle.

## Biographie
Il est le cinquième de dix enfants d'une famille d'agriculteurs. De 1949 à 1956, il étudia au petit séminaire de la Congrégation du Très Saint Sacrement (Paters Sacramentijnen) à Stevensbeek. Il a également rejoint lui-même cette congrégation.

### Sacerdoce
Il fut  ordonné prêtre le 15 mars 1964. Après son ordination, il a occupa divers postes au sein de sa congrégation: vicaire, directeur du séminaire au monastère de Brakkenstein, supérieur du monastère de Baarlo (1975-1985), membre du conseil provincial (1975-1987) et supérieur provincial (1987 à 1999).

### Épiscopat
Le 24 juin 2000, le pape Jean-Paul II le nomme évêque auxiliaire du diocèse de Haarlem-Amsterdam et évêque titulaire de Thibilis (de) (Algérie). Dans le diocèse, il occupe également le poste de vicaire général. Le 9 septembre 2000, il reçut la consécration épiscopale des mains de Joseph Maria Punt avec comme co-consécrateurs Antoon Hurkmans (nl) et Paulo Mandlate (pt) ; il choisit sa devise épiscopale: « Un seul corps en Christ ». Au sein de la province de l'Église néerlandaise, il est évêque-référent pour l'œcuménisme. Le 25 octobre 2011, le pape Benoît XVI accepta sa démission en raison de son âge. Au début de l'année 2012, l'évêque fit ses adieux aux jeunes du diocèse. 